# Neuillé-Pont-Pierre
Pour les articles homonymes, voir Neuillé (homonymie).
Neuillé-Pont-Pierre est une commune française située dans le département d'Indre-et-Loire, en région Centre-Val de Loire. Les habitants de Neuillé-Pont-Pierre sont les Noviliaciens et les Noviliaciennes.

## Géographie

### Situation
Altitude (bourg) : 117 m.
| Saint-Paterne-Racan |                     | Neuvy-le-Roi         |
|                     | Neuillé-Pont-Pierre | Beaumont-la-Ronce    |
| Sonzay              | Semblançay          | Rouziers-de-Touraine |

### Hydrographie

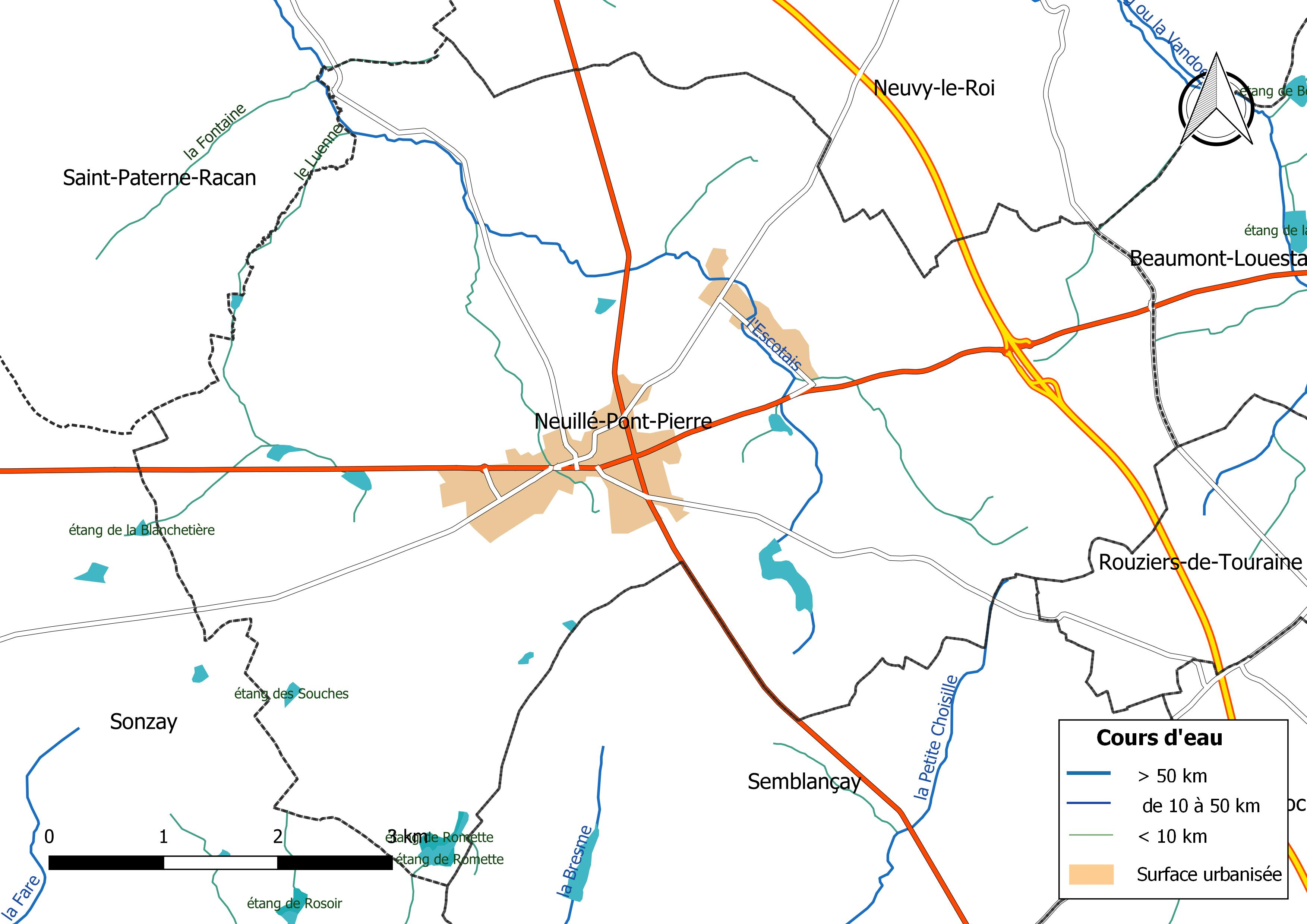
Réseau hydrographique de Neuillé-Pont-Pierre.

Le réseau hydrographique communal, d'une longueur totale de 24,77 km, comprend deux cours d'eau notables, la Petite Choisille (0,32 km) et l'Escotais (9,068 km), et divers petits cours d'eau dont le Tournelune (0,657 km) et le Luenne (3,433 km),.
La Petite Choisille, d'une longueur totale de 16,5 km, prend sa source dans la commune et se jette dans la Choisille à La Membrolle-sur-Choisille, après avoir traversé 4 communes. 
Ce cours d'eau est classé dans les listes 1 et 2 au titre de l'article L. 214-17 du code de l'environnement sur le Bassin Loire-Bretagne. Au titre de la liste 1, aucune autorisation ou concession ne peut être accordée pour la construction de nouveaux ouvrages s'ils constituent un obstacle à la continuité écologique et le renouvellement de la concession ou de l'autorisation des ouvrages existants est subordonné à des prescriptions permettant de maintenir le très bon état écologique des eaux. Au titre de la liste 2, tout ouvrage doit être géré, entretenu et équipé selon des règles définies par l'autorité administrative, en concertation avec le propriétaire ou, à défaut, l'exploitant,. 
Sur le plan piscicole, la Petite Choisille est classée en deuxième catégorie piscicole. Le groupe biologique dominant est constitué essentiellement de poissons blancs (cyprinidés) et de carnassiers (brochet, sandre et perche).
L'Escotais, d'une longueur totale de 23,6 km, prend sa source dans la commune et se jette dans le Loir à Dissay-sous-Courcillon (Sarthe) après avoir traversé 4 communes. La station hydrométrique de Saint-Paterne-Racan permet de caractériser les paramètres hydrométriques de l'Escotais. Le débit mensuel moyen (calculé sur 51 ans pour cette station) varie de 0,09 m3/s au mois d'août  à 0,63 m3/s au mois de février. Le débit instantané maximal observé sur cette station est de 18 m3/s le 19 février 1978, la hauteur maximale relevée a été de 1,93 m ce même jour,.
Ce cours d'eau est classé dans la liste 2 au titre de l'article L. 214-17 du code de l'environnement sur le Bassin Loire-Bretagne. Du fait de ce classement, tout ouvrage doit être géré, entretenu et équipé selon des règles définies par l'autorité administrative, en concertation avec le propriétaire ou, à défaut, l'exploitant. 
Sur le plan piscicole, l'Escotais est également classé en première catégorie piscicole
Six zones humides ont été répertoriées sur la commune par la direction départementale des territoires (DDT) et le conseil départemental d'Indre-et-Loire : « la vallée de l'Escotais de Neuillé-Pont-Pierre à Saint-Paterne-Racan », « la vallée du Ruisseau de Culoie », « la vallée du Ruisseau de Luenne », « l'étang de la Rainière », « l'étang de Romette » et « l'étang des Souches à la Ferrière »,.

### Climat
Pour des articles plus généraux, voir Climat du Centre-Val de Loire et Climat d'Indre-et-Loire.
En 2010, le climat de la commune est de type climat océanique altéré, selon une étude du CNRS s'appuyant sur une série de données couvrant la période 1971-2000. En 2020, Météo-France publie une typologie des climats de la France métropolitaine dans laquelle la commune est dans une zone de transition entre le climat océanique et le climat océanique altéré et est dans la région climatique Moyenne vallée de la Loire, caractérisée par une bonne insolation (1 850 h/an) et un été peu pluvieux.
Pour la période 1971-2000, la température annuelle moyenne est de 11,2 °C, avec une amplitude thermique annuelle de 14,8 °C. Le cumul annuel moyen de précipitations est de 687 mm, avec 11,4 jours de précipitations en janvier et 6,5 jours en juillet. Pour la période 1991-2020, la température moyenne annuelle observée sur la station météorologique de Météo-France la plus proche, sur la commune de Saint-Christophe-sur-le-Nais à 9 km à vol d'oiseau, est de 12,1 °C et le cumul annuel moyen de précipitations est de 682,2 mm,. Pour l'avenir, les paramètres climatiques de la commune estimés pour 2050 selon différents scénarios d'émission de gaz à effet de serre sont consultables sur un site dédié publié par Météo-France en novembre 2022.

## Urbanisme

### Typologie
Au 1er janvier 2024, Neuillé-Pont-Pierre est catégorisée bourg rural, selon la nouvelle grille communale de densité à sept niveaux définie par l'Insee en 2022.
Elle est située hors unité urbaine. Par ailleurs la commune fait partie de l'aire d'attraction de Tours, dont elle est une commune de la couronne,. Cette aire, qui regroupe 162 communes, est catégorisée dans les aires de 200 000 à moins de 700 000 habitants,.

### Occupation des sols
L'occupation des sols de la commune, telle qu'elle ressort de la base de données européenne d’occupation biophysique des sols Corine Land Cover (CLC), est marquée par l'importance des territoires agricoles (80,3 % en 2018), en diminution par rapport à 1990 (82,1 %). La répartition détaillée en 2018 est la suivante : 
terres arables (63,7 %), forêts (15,1 %), prairies (11,9 %), zones urbanisées (3,9 %), zones agricoles hétérogènes (3,9 %), zones industrielles ou commerciales et réseaux de communication (0,8 %), cultures permanentes (0,8 %). L'évolution de l’occupation des sols de la commune et de ses infrastructures peut être observée sur les différentes représentations cartographiques du territoire : la carte de Cassini (XVIIIe siècle), la carte d'état-major (1820-1866) et les cartes ou photos aériennes de l'IGN pour la période actuelle (1950 à aujourd'hui).

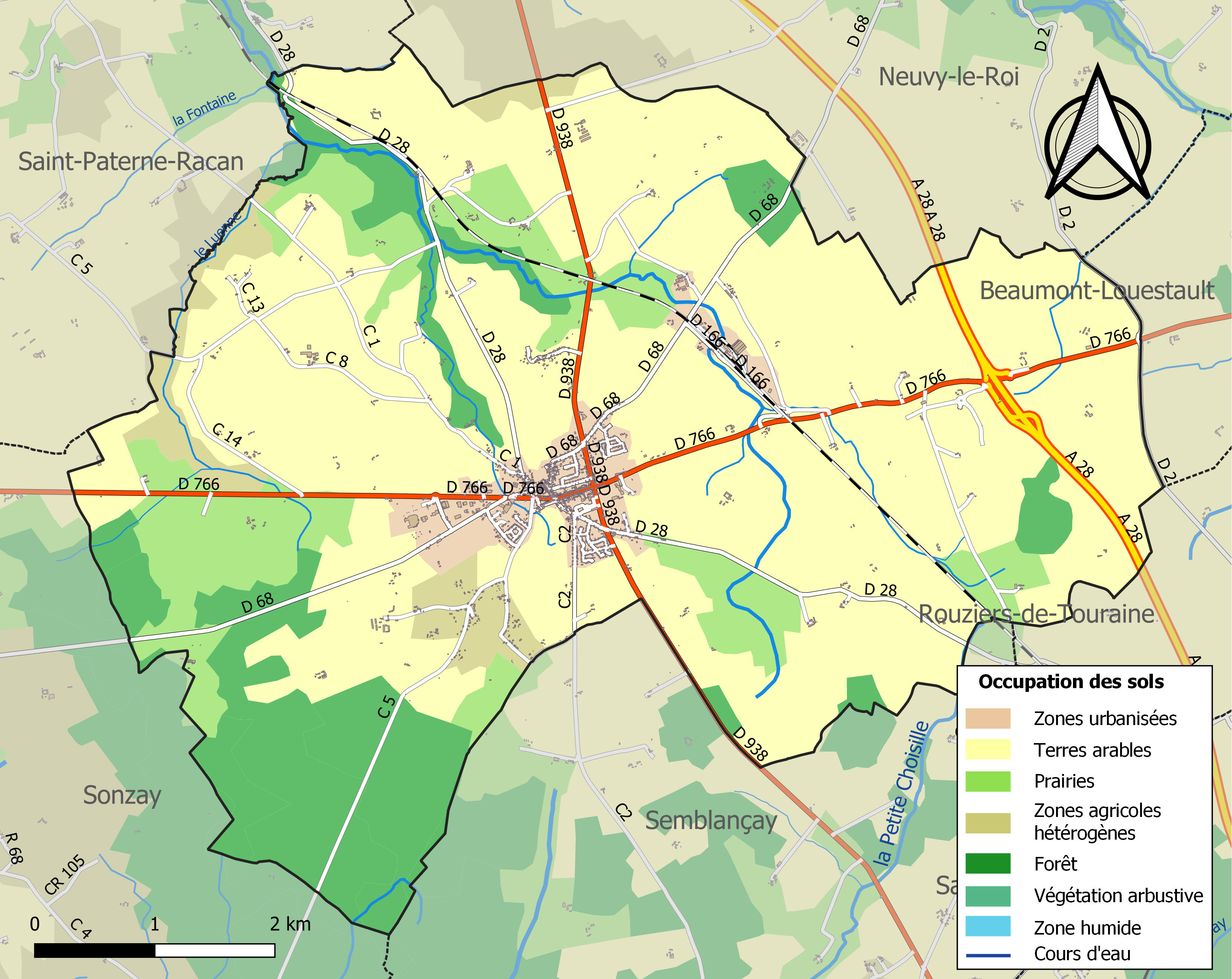
Carte des infrastructures et de l'occupation des sols de la commune en 2018 (CLC).

### Risques majeurs
Le territoire de la commune de Neuillé-Pont-Pierre est vulnérable à différents aléas naturels : météorologiques (tempête, orage, neige, grand froid, canicule ou sécheresse), feux de forêts et séisme (sismicité très faible). Un site publié par le BRGM permet d'évaluer simplement et rapidement les risques d'un bien localisé soit par son adresse soit par le numéro de sa parcelle.
Pour anticiper une remontée des risques de feux de forêt et de végétation vers le nord de la France en lien avec le dérèglement climatique, les services de l’État en région Centre-Val de Loire (DREAL, DRAAF, DDT) avec les SDIS ont réalisé en 2021 un atlas régional du risque de feux de forêt, permettant d’améliorer la connaissance sur les massifs les plus exposés. La commune, étant pour partie dans le massif de Bourgueil, est classée au niveau de risque 1, sur une échelle qui en comporte quatre (1 étant le niveau maximal).

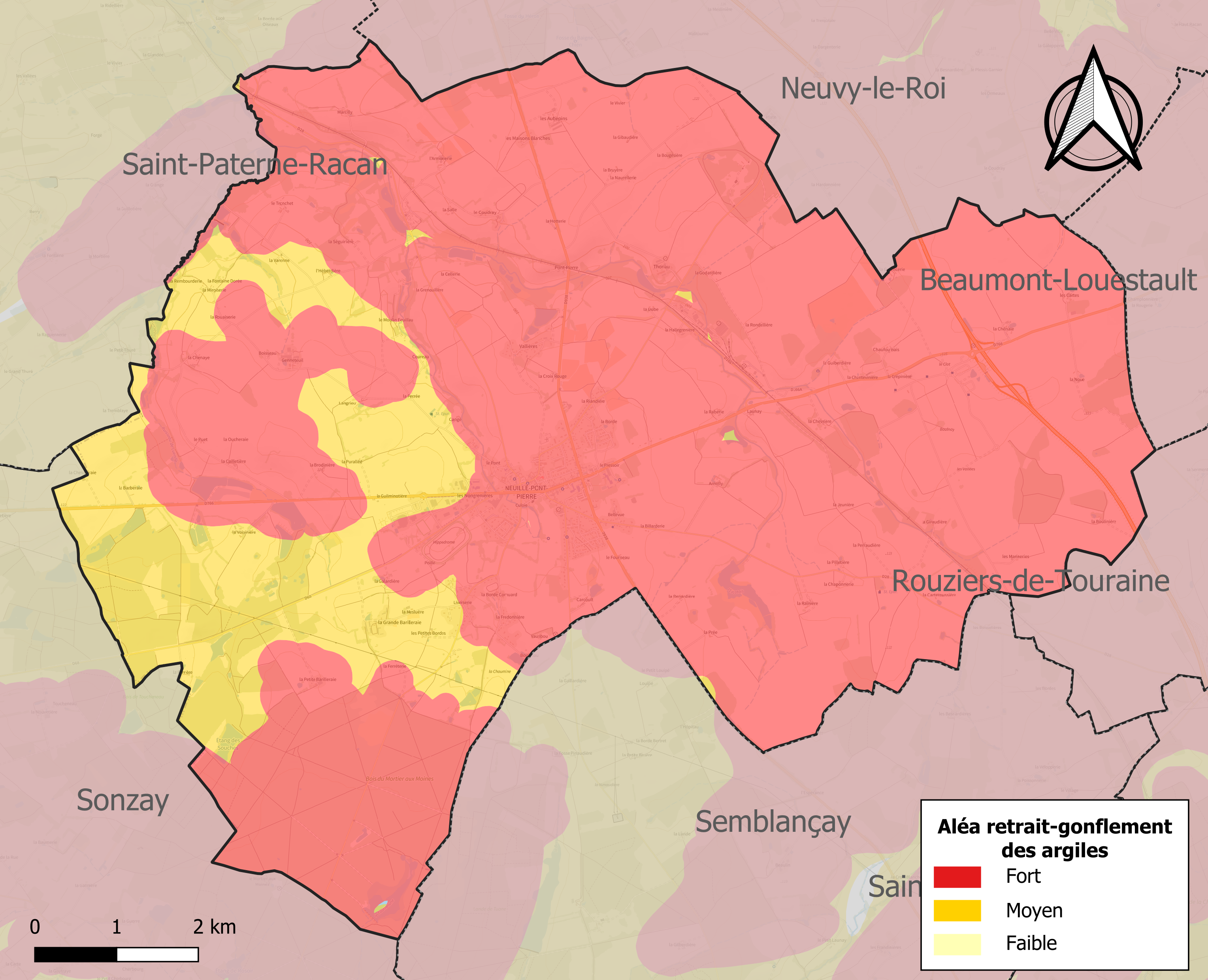
Carte des zones d'aléa retrait-gonflement des sols argileux de Neuillé-Pont-Pierre.

Le retrait-gonflement des sols argileux est susceptible d'engendrer des dommages importants aux bâtiments en cas d’alternance de périodes de sécheresse et de pluie. La totalité de la commune est en aléa moyen ou fort (90,2 % au niveau départemental et 48,5 % au niveau national). Sur les 785 bâtiments dénombrés sur la commune en 2019, 785 sont en aléa moyen ou fort, soit 100 %, à comparer aux 91 % au niveau départemental et 54 % au niveau national. Une cartographie de l'exposition du territoire national au retrait gonflement des sols argileux est disponible sur le site du BRGM,.
Concernant les mouvements de terrains, la commune a été reconnue en état de catastrophe naturelle au titre des dommages causés par la sécheresse en 1990, 1992, 1993 et 2005 et par des mouvements de terrain en 1999.

## Politique et administration

### Politique environnementale
Dans son palmarès 2016, le Conseil National des Villes et Villages Fleuris de France a attribué une fleur à la commune au Concours des villes et villages fleuris.

### Tendances politiques et résultats
| Scrutin             | Scrutin             | 1er tour | 1er tour | 1er tour | 1er tour | 1er tour  | 1er tour | 1er tour | 1er tour  | 1er tour | 1er tour | 1er tour | 1er tour | 2d tour | 2d tour | 2d tour | 2d tour | 2d tour | 2d tour |
| Scrutin             | Scrutin             | 1er      | 1er      | %        | 2e       | 2e        | %        | 3e       | 3e        | %        | 4e       | 4e       | %        | 1er     | 1er     | %       | 2e      | 2e      | %       |
| ------------------- | ------------------- | -------- | -------- | -------- | -------- | --------- | -------- | -------- | --------- | -------- | -------- | -------- | -------- | ------- | ------- | ------- | ------- | ------- | ------- |
| Présidentielle 2017 | Présidentielle 2017 |          | FN       | 28,33    |          | EM        | 22,18    |          | LR        | 21,16    |          | LFI      | 16,78    |         | EM      | 55,80   |         | FN      | 44,20   |
| Présidentielle 2022 | Présidentielle 2022 |          | RN       | 30,98    |          | LREM      | 28,57    |          | LFI       | 16,94    |          | REC      | 6,98     |         | LREM    | 50,81   |         | RN      | 49,19   |
| Législatives 2022   | 5e                  |          | RN       | 27,79    |          | MoDem-Ens | 22,71    |          | PCF-Nupes | 19,89    |          | LR       | 14,81    |         | RN      | 50,57   |         | MoDem   | 49,43   |
| Législatives 2024   | 5e                  |          | RN       | 46,48    |          | MoDem-Ens | 20,00    |          | PCF-NFP   | 19,63    |          | LR       | 10,46    |         | RN      | 52,45   |         | MoDem   | 47,55   |

## Population et société

### Démographie
L'évolution du nombre d'habitants est connue à travers les recensements de la population effectués dans la commune depuis 1793. Pour les communes de moins de 10 000 habitants, une enquête de recensement portant sur toute la population est réalisée tous les cinq ans, les populations de référence des années intermédiaires étant quant à elles estimées par interpolation ou extrapolation. Pour la commune, le premier recensement exhaustif entrant dans le cadre du nouveau dispositif a été réalisé en 2006.

En 2022, la commune comptait 2 238 habitants, en évolution de +13,66 % par rapport à 2016 (Indre-et-Loire : +1,67 %, France hors Mayotte : +2,11 %).
| 1793  | 1800  | 1806  | 1821  | 1831  | 1836  | 1841  | 1846  | 1851  |
| ----- | ----- | ----- | ----- | ----- | ----- | ----- | ----- | ----- |
| 1 532 | 1 519 | 1 732 | 1 742 | 1 701 | 1 540 | 1 570 | 1 575 | 1 601 |

| 1856  | 1861  | 1866  | 1872  | 1876  | 1881  | 1886  | 1891  | 1896  |
| ----- | ----- | ----- | ----- | ----- | ----- | ----- | ----- | ----- |
| 1 553 | 1 538 | 1 504 | 1 419 | 1 448 | 1 438 | 1 580 | 1 541 | 1 616 |

| 1901  | 1906  | 1911  | 1921  | 1926  | 1931  | 1936  | 1946  | 1954  |
| ----- | ----- | ----- | ----- | ----- | ----- | ----- | ----- | ----- |
| 1 617 | 1 612 | 1 581 | 1 501 | 1 490 | 1 472 | 1 407 | 1 434 | 1 259 |

| 1962  | 1968  | 1975  | 1982  | 1990  | 1999  | 2006  | 2011  | 2016  |
| ----- | ----- | ----- | ----- | ----- | ----- | ----- | ----- | ----- |
| 1 288 | 1 376 | 1 365 | 1 466 | 1 560 | 1 763 | 1 930 | 1 935 | 1 969 |

| 2021  | 2022  | - | - | - | - | - | - | - |
| ----- | ----- | - | - | - | - | - | - | - |
| 2 183 | 2 238 | - | - | - | - | - | - | - |

## Enseignement
Neuillé-Pont-Pierre se situe dans l'Académie d'Orléans-Tours (Zone B) et dans la circonscription de Saint-Cyr.
La ville compte 4 établissements scolaires : l'école maternelle Jacques Prévert, l'école élémentaire Jacques Prévert, l'école primaire privée  Sainte Jeanne d'Arc et le collège du Parc.

## Culture locale et patrimoine

### Lieux et monuments
- Dolmen de Marcilly.
- Étang de la Rainière.
- Monument aux morts.

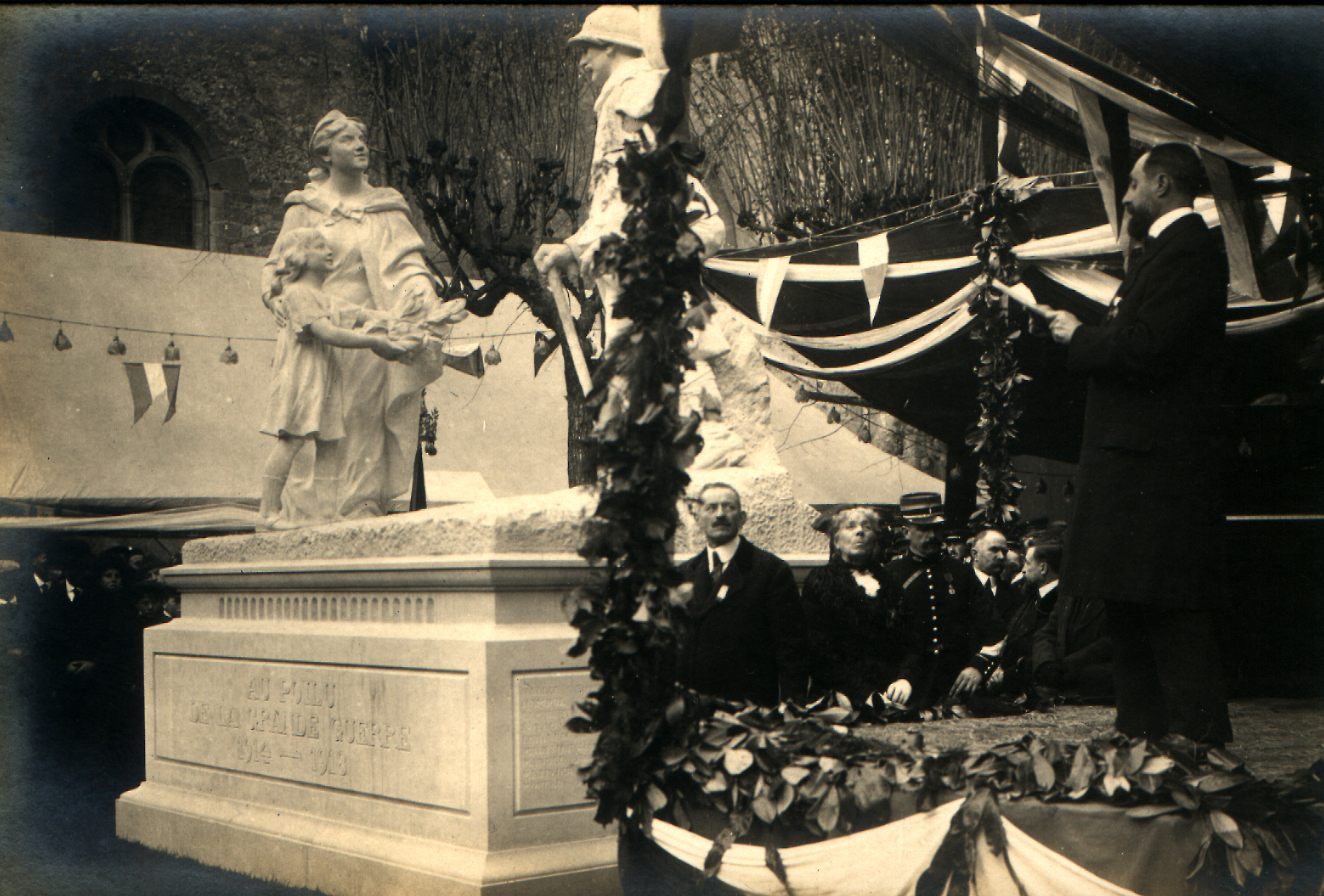
Inauguration du monument aux morts de Neuillé-Pont-Pierre.

- L'église Saint-Pierre de Neuillé-Pont-Pierre,  Classé MH (1926).
- Château de la Donneterie

### Personnalités liées à la commune
- Georges Delpérier, sculpteur.
- Armand Moisant (1836-1906), Ingénieur Constructeur originaire de Neuillé-Pont-Pierre (ferme de Marcilly), il a notamment construit l'ossature métallique de la marquise de la gare de Tours et les « fermes modèles » de Thoriau (à Neuillé-Pont-Pierre) et de Platé (à Neuvy-le-Roi).

### Héraldique
| Blason de Neuillé-Pont-Pierre | Les armes de Neuillé-Pont-Pierre se blasonnent ainsi : De gueules au pont en dos d'âne de trois arches d'argent maçonné de sable, au chef cousu d'azur chargé d'un glaive d'or et d'une clef du même, le pennon vers la pointe, passés en sautoir. Adopté le 29 avril 1944. |